# Herálec na Moravě

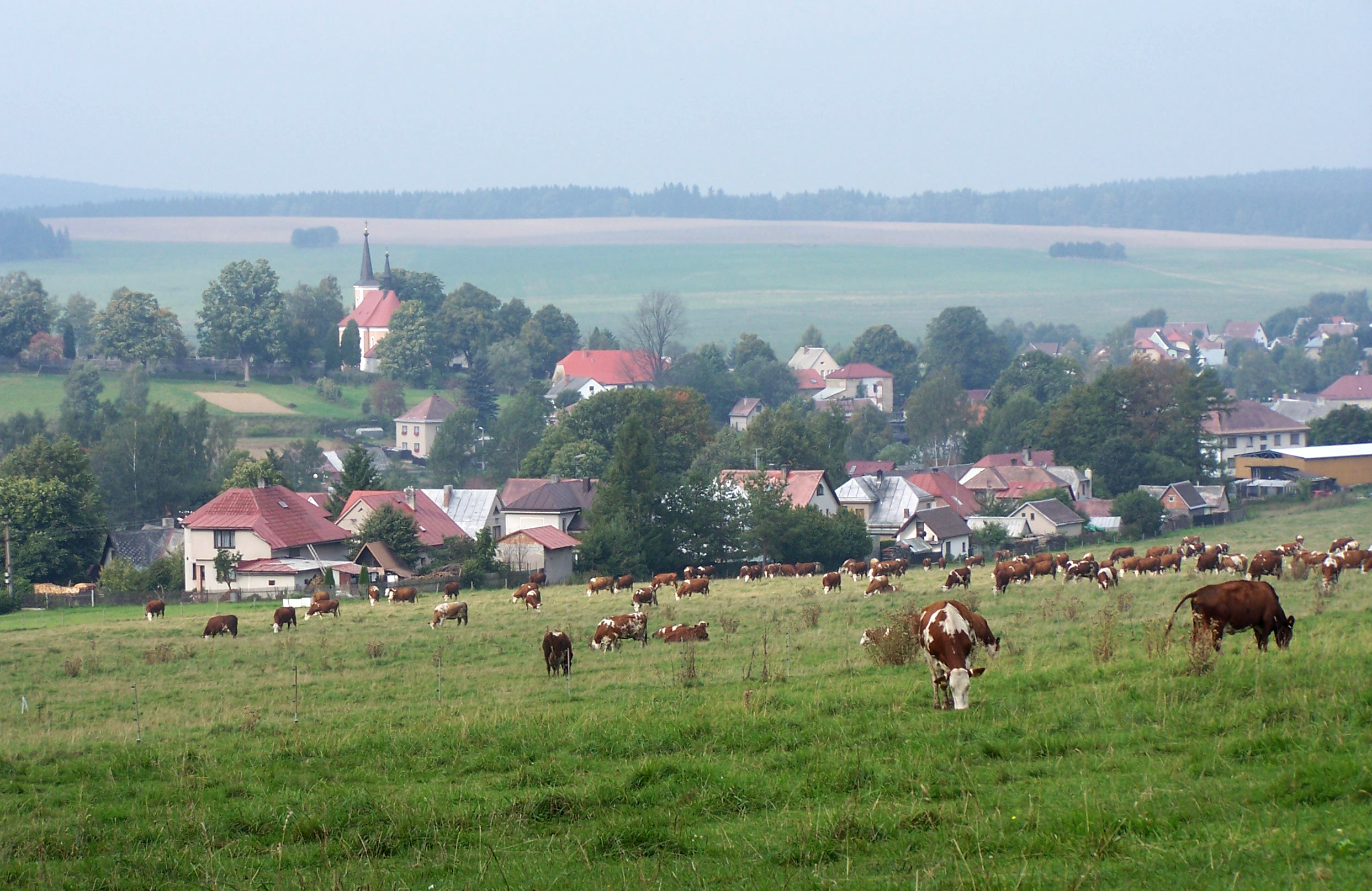
Ansicht des Ortes

Herálec (deutsch Heraletz, älter Herhartz) ist eine Gemeinde in Tschechien. Sie liegt zehn Kilometer südöstlich von Hlinsko und gehört zum Okres Žďár nad Sázavou. Die Gemeinde entstand 1952 durch Vereinigung der Orte Český Herálec und Moravský Herálec.

## Geographie
Herálec befindet sich am Oberlauf der Svratka auf einer Lichtung in den Wäldern der Saarer Berge. Das Dorf liegt beiderseits des Flusses, der hier die historische Grenze zwischen Böhmen und Mähren bildet. Nördlich erhebt sich der Krk (655 m), im Osten der Na Čermačkách (722 m) und Hřeben (715 m), südöstlich die Devět skal (836 m), im Süden die Žákova hora (809 m), südwestlich der Otrok (717 m) und Kamenný vrch (802 m) sowie im Westen der Vortovský vrch (704 m).
Nachbarorte sind Kameničky und Chlumětín im Norden, Svratouch, Svratka und Přední Hůra im Nordosten, Křižánky im Osten, Samotín im Südosten, Brušovec, Kocanda, Cikháj im Süden, Mariánská Huť, Karlov und Nová Huť im Südwesten, Vojnův Městec im Westen sowie Vortová und Lhoty im Nordwesten.

## Geschichte
Der Ort an der Grenze zwischen Böhmen und Mähren geht wahrscheinlich auf eine Gründung durch Gerhard von Zbraslav und Obřany († 1291) zurück. Dessen Vater Boček von Jaroslavice und Zbraslav († 1255) hatte 1252 am Libitzer Steig das Zisterzienserkloster Saar gestiftet. Als Gründungsdatum von Mährisch Heraletz wird 1279 angenommen. 1312 erlosch mit Gerhards Sohn Smil das Geschlecht der Herren von Zbraslav und Obřany, einem Familienzweig der Herren von Kunstadt im Mannesstamme und die Güter fielen Heinrich von Lipá zu. Erstmals schriftlich erwähnt wurde der Ort 1358 im Zuge eines Grenzstreites zwischen dem Kloster und der Herrschaft Neustadtl unter dem Namen Herhartz (Herharts). Es wird davon ausgegangen das der Ortsnamen deutschen Ursprungs ist und auf eine Person mit Namen Herhart bzw. Gerhart zurückgeht. 1496 erwarb Wilhelm II. von Pernstein den mährischen Anteil. Der Grenzort wurde u. a. durch Bohuslav Balbín in seiner Miscellanea historica regni Bohemiae beschrieben.
Auf böhmischen Gebiet ist seit 1604 die Glashütte Mariánská Huť nachweislich. Sie wurde 1914 stillgelegt. 1952 wurden Český und Moravský Herálec zu einer Gemeinde vereinigt.

## Gemeindegliederung
Die Gemeinde Herálec besteht aus den Ortsteilen Brušovec (Bruschowetz), Český Herálec (Böhmisch Heraletz), Herálec (Mährisch Heraletz), Kocanda (Gottseida) und Kuchyně (Kuchin) sowie den Ansiedlungen Čermačky, Chaloupky, Familie, Mariánská Huť und Na Place. Grundsiedlungseinheiten sind Český Herálec, Familie, Kocanda und Moravský Herálec.
Das Gemeindegebiet gliedert sich in die Katastralbezirke Český Herálec, Herálec na Moravě und Kocanda.

## Sehenswürdigkeiten
- Kirche St. Katharinen, sie entstand 1787 anstelle eines seit 1587 nachweisbaren Vorgängerbaus, der 1785 durch eine Blitzeinschlag niederbrannte
- Brücke Valenův most, die dreibögige Gewölbebrücke über die Svratka wurde 1856 errichtet und verbindet Český und Moravský Herálec

## Söhne und Töchter der Gemeinde
- Antonín Starý (1878–1942), Arzt und Übersetzer
- František Albert Libra (1891–1958), Architekt
- Jaroslav Polanský (1909–1970), Maler
- František Sláma (1923–2004), Musiker
- Jiří Tlustý, Luftakrobat